# Bennettsbridge
Bennettsbridge (iriska: Droichead Binéid) är en ort i republiken Irland.   Den ligger i grevskapet Kilkenny och provinsen Leinster, i den centrala delen av landet, 100 km sydväst om huvudstaden Dublin. Bennettsbridge ligger 41 meter över havet och antalet invånare är 729.